# Sabre modèle 1845

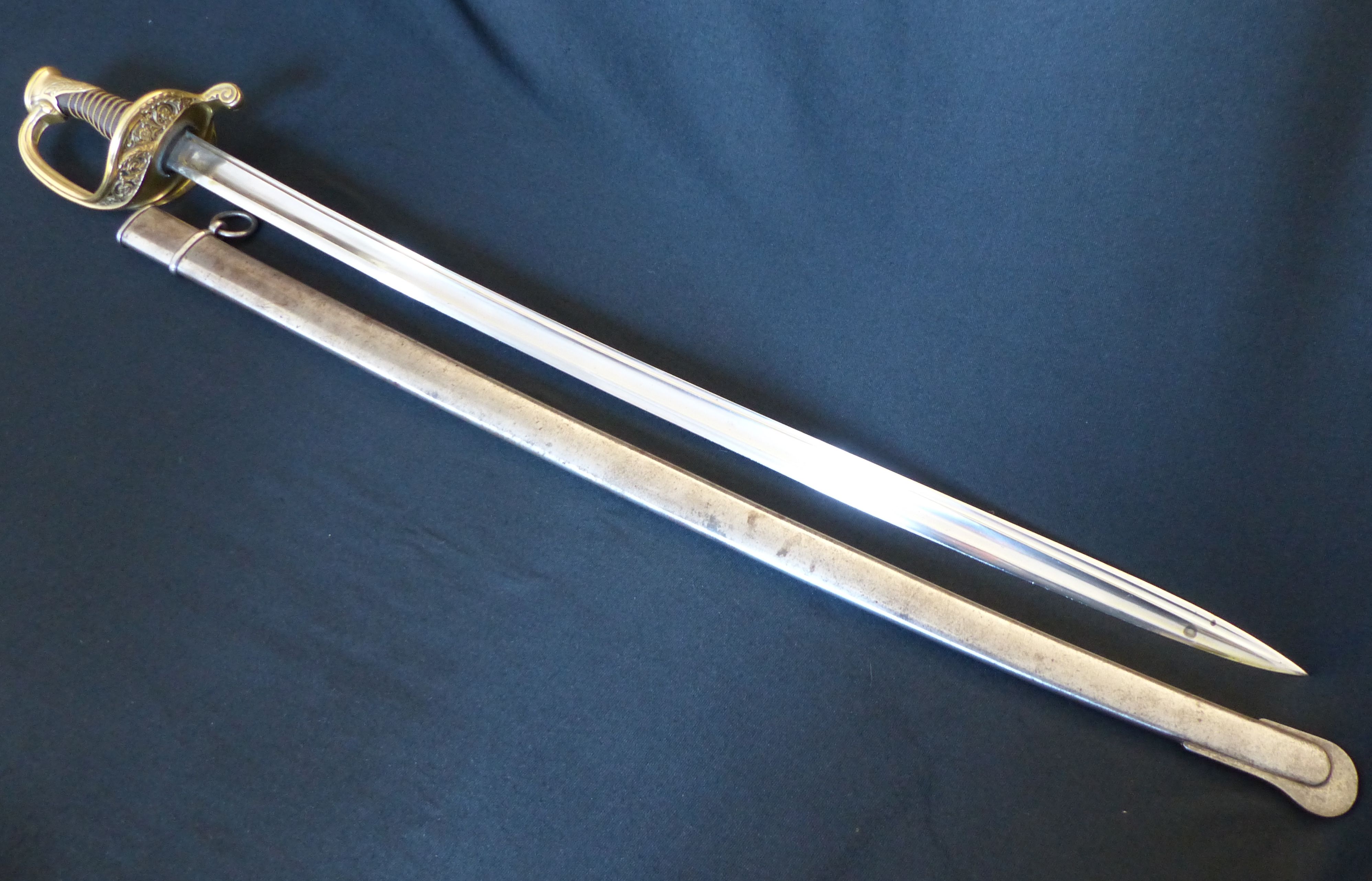
Sabre modèle 1845 d'adjudant d'infanterie

Le sabre modèle 1845 est un sabre français pour officiers supérieurs, officiers subalternes, et adjudants d'infanterie. Il est introduit en 1845, en remplacement du sabre modèle 1821.

## Description
En 1845, le règlement indique à présent que les officiers supérieurs, subalternes et même les adjudants sous-officiers doivent avoir le sabre en tenue de service. Ce modèle standardise donc l'armement pour ces grades.
Deux modèles sont créés pour ce sabre : un pour les adjudants et officiers subalternes, et un pour les officiers supérieurs. La principale différence entre ces modèles est la lame, légèrement courbée avec deux pans creux pour les adjudants et officiers subalternes, et droite avec quatre pans creux pour les officiers supérieurs.
En 1855, le sabre est légèrement modifié : le fourreau de cuir est remplacé par un fourreau en tôle d'acier (sauf pour les adjudants qui conservent le fourreau cuir jusqu'en 1870), et la lame d'officier subalterne est rétrécie : il prendra désormais le nom de sabre modèle 1855. Il était encore en usage pendant la première guerre mondiale, les officiers combattants jugeaient le modèle 1882 qu'on leur avait attribué trop fragile.
Encore en service, il équipe le 1er et le 2e régiment d'infanterie de la garde républicaine ainsi que les cadres sous-officiers de Académie militaire de Saint-Cyr Coëtquidan.

## Caractéristiques

### Sabre modèle 1845 pour adjudant et officier subalterne
Les modèles pour adjudants et officiers subalternes sont quasiment identiques, la seule différence notable est la présence de dorures, sur les modèles pour officiers subalternes.
Caractéristiques réglementaires de l'arme lors de sa mise en service :
- longueur de la lame : 77 cm
- type de lame : très légèrement courbée, en langue de carpe, avec deux pans creux et deux gouttières
- flèche : très légère
- largeur au talon : ± 3 cm
- monture : laiton poli pour les adjudants et doré à l'or pour les officiers subalternes, un arc de jointure formé par trois branches accolées
- poignée : en corne de buffle noircie
- fourreau : en cuir à trois garnitures laiton, deux bracelets de bélière

### Sabre modèle 1845 pour officier supérieur

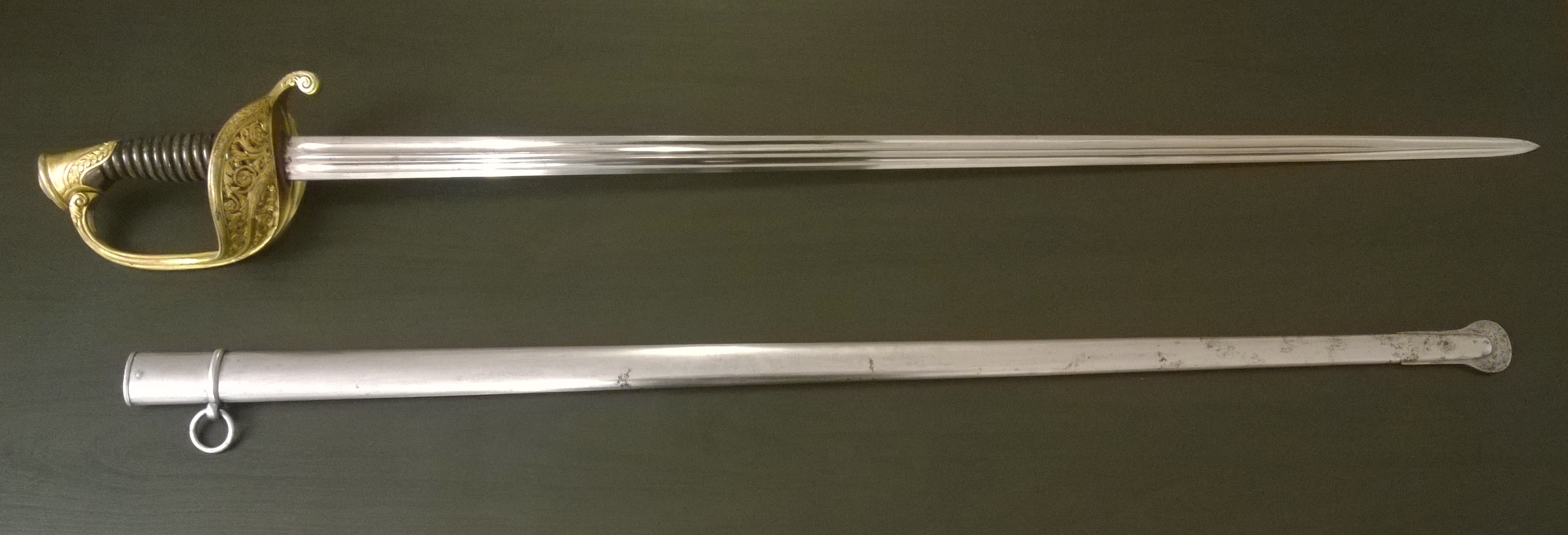
Sabre modèle 1845 d'officier supérieur d'infanterie

La coquille est plus développée, et donc plus bombée. La décoration est bien plus fine que sur les autres modèles.
Caractéristiques réglementaires de l'arme lors de sa mise en service :
- longueur de la lame : 86cm
- type de lame : droite à double tranchants, en langue de carpe, avec quatre pans creux, séparés deux à deux par une gouttière
- flèche : pas de flèche
- largeur au talon : ± 3 cm
- monture : en laiton doré à l'or, un arc de jointure formé par trois branches accolées
- poignée : en corne de buffle noircie
- fourreau : en cuir à trois garnitures laiton dorées, deux bracelets de bélière